# Deimos-2
Deimos-2是由Elecnor Deimos与韩国卫星制造商Satrec Initiative合作制造的遥感卫星。该遥感卫星系统由Elecnor Deimos开发，该公司负责管理项目工程、地面站、组装、测试、发射与早期轨道阶段，Satrec Initiative提供平台和有效载荷。平台基于2013年发射的DubaiSat-2，更换了大电池组，以延长在轨时间为7年。该卫星连同Deimos-1和Elecnor Deimos负责运营两个卫星的部门Deimos图像，由Urthecast于2015年购买。2021年，GEOSAT公司买下Deimos-1和Deimos-2，并分别重新命名为GEOSAT-1和GEOSAT-2。